# Cultura Krotov

Área de Novosibirsk

La cultura Krotov es una cultura indígena del milenio II a. C. de la Edad de Bronce de los criadores de animales en la zona esteparia y de la zona montañosa de Siberia Occidental macizo de Altái de Rusia, en la cuenca superior del río Irtysh. La cultura Krotov es un período de área llamado así en un círculo de culturas que incluye la cultura Elunin, la cultura Krotov, la cultura Loginov y culturas similares con rasgos y variaciones idénticos o cercanos. La gente de la cultura Krotov se dedicaba a la cría de ganado, la caza y la pesca. En el territorio de la cultura se encontraron herramientas de piedra y bronce.
Esta cultura abarca el período comprendido entre el final del tercer y segundo milenio y los siglos XIII y XII a. C. Es un primer período (pre-cultura de Andrónovo) de bronce desarrollado en la Siberia Occidental.
Algunos científicos atribuyen los materiales de la cultura Tashkov a la gente de la cultura Krotov (Kovalev, Chairkina, 1991), con el corolario de que la gente de la cultura Tashkov también tenía una economía ganadera con pastoreo de corta distancia. La gente de la cultura Tashkov estaba en contacto cultural regular con la población de los Urales del sur, y también aprendieron metalurgia.

### Fenómeno de la Provincia Metalúrgica de Seima-Turbino

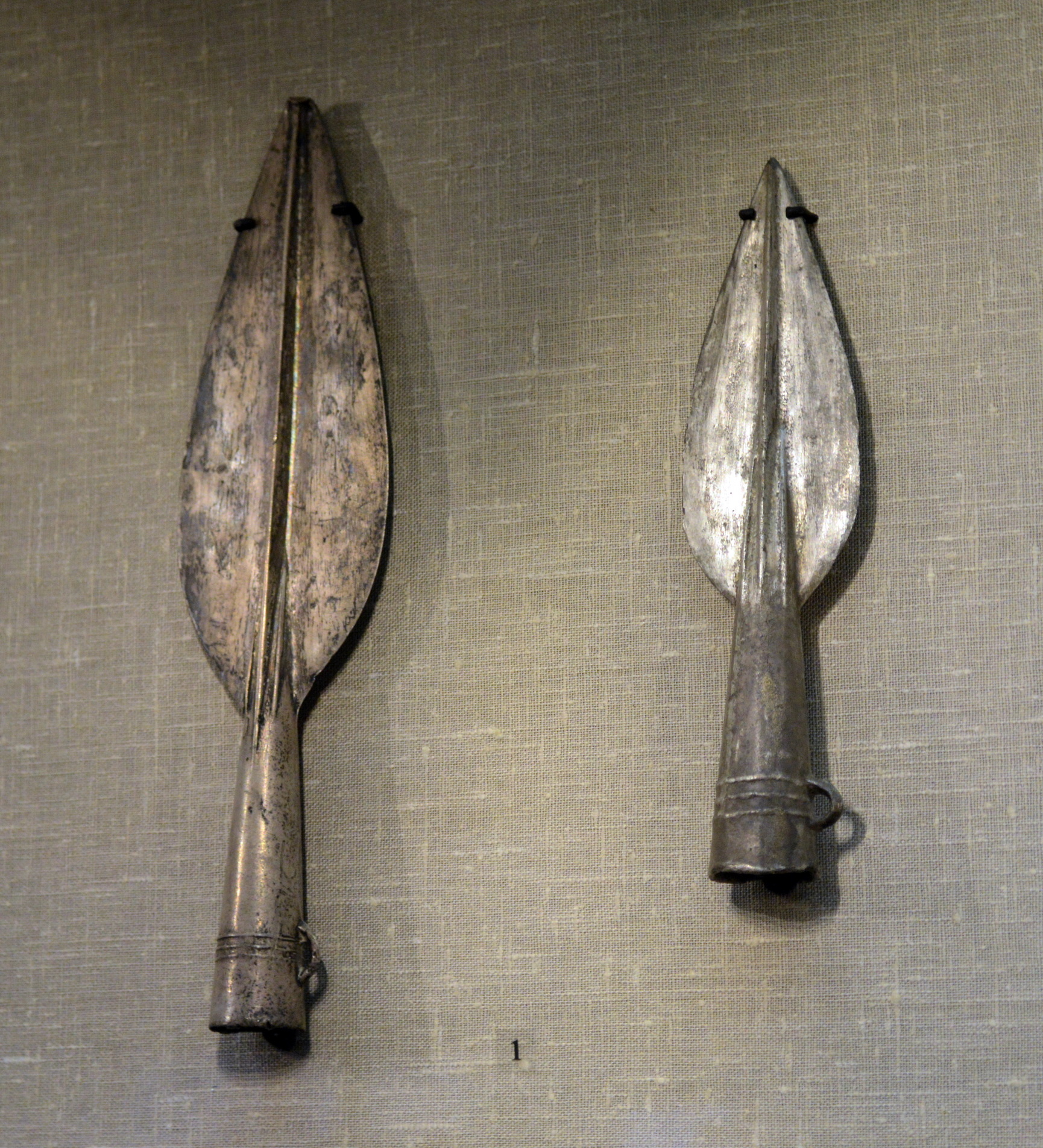
Puntas de lanza del cementerio de Turbino.

La cultura Krotov, junto con las de Elunin, Loginov y otras culturas similares constituyeron un componente del Fenómeno Seima-Turbino. Las tribus de las culturas del círculo de Krotov estaban ubicadas en las estepas de la zona de Altái, en las estepas de los bosques y estribaciones; eran metalúrgicos y criadores de animales de pastoreo. Desarrollaron diseños completamente nuevos de armas ligeras e imágenes de arte que incluían caballos, bueyes, ovejas, camellos y más. El otro componente estaba situado en la zona de las tierras altas de Sayan, donde vivían las poblaciones de la zona sur de los cazadores y pescadores de la taiga de Siberia Oriental. Pertenecieron a las culturas Glazkov, Shiver, y a otras culturas alrededor de la cuenca del Baikal y Angará, que dominaban la fundición de bronce y la fabricación de utensilios de piedra, jade y hueso, y producían cuchillos de doble hoja, cuchillos rascadores y sierras; sus imágenes tenían serpientes, alces, osos y más. Se cree que la fusión orgánica de los componentes del macizo de Altái y Sayan en una única cultura ocurrió en las estribaciones de la estepa entre los ríos Ob e Irtysh.
Las tribus de Krotov y otras culturas relacionadas emigraron rápidamente, primero hacia Siberia Occidental y luego por las rutas del norte hacia los Urales y Europa Oriental, hacia los ríos Kama y Oká y a lo largo del Volga hasta su curso inferior; al norte se extendieron hacia la cuenca de los ríos Pechora y Vychegda, y hacia las regiones del norte de Finlandia.
Las migraciones de las tribus de la cultura del círculo de Krotov son rastreadas por artefactos tipológicos encontrados en entierros y asentamientos, el armamento de cuchillos, celtas, puntas de lanza, los moldes de fundición de puntas de lanza bifurcadas y la cerámica de Krotov, distinta de los artefactos de las culturas locales.

## Economía
En la Edad del Bronce, las poblaciones de Altái pasaron de la caza y la recolección a una economía productiva: de la caza, la recolección de plantas y la pesca a la ganadería y la agricultura. En el verano, los primeros alteanos pastoreaban rebaños de vacas, caballos y rebaños de ovejas y cabras en praderas alpinas; en el invierno regresaban a los valles de los ríos; también cultivaban campos y cultivaban mijo, cebada, centeno y otras plantas de cereales.
La cultura de Krotov ya tenía un complejo sistema de producción de caballos y ganado vacuno, con una proporción significativa de pequeños rumiantes que se igualaba con la de ovejas y cabras. Las tradiciones de la caza y la pesca son obvias, posiblemente alguna agricultura de llanura aluvial. Las artesanías incluían la metalurgia, la alfarería desarrollada y el procesamiento de huesos y piedras. La gente de la cultura Krotov no tenía su propia metalurgia; obtuvieron lingotes metálicos de proveedores en Altái, Mountain Shoria, Kuzbass y Kazajistán oriental. Su arte consistía en dominar el moldeado en formas bilaterales.

## Composición genética
Los resultados de la correlación entre el complejo tradicional antropológico diferenciador de grupos de rasgos craneométricos y odontológicos con los marcadores del ADN mitocondrial fueron presentados en la tesis doctoral de T.A. Chikisheva, en el año 2010.